# Magyarországi tájházhálózat

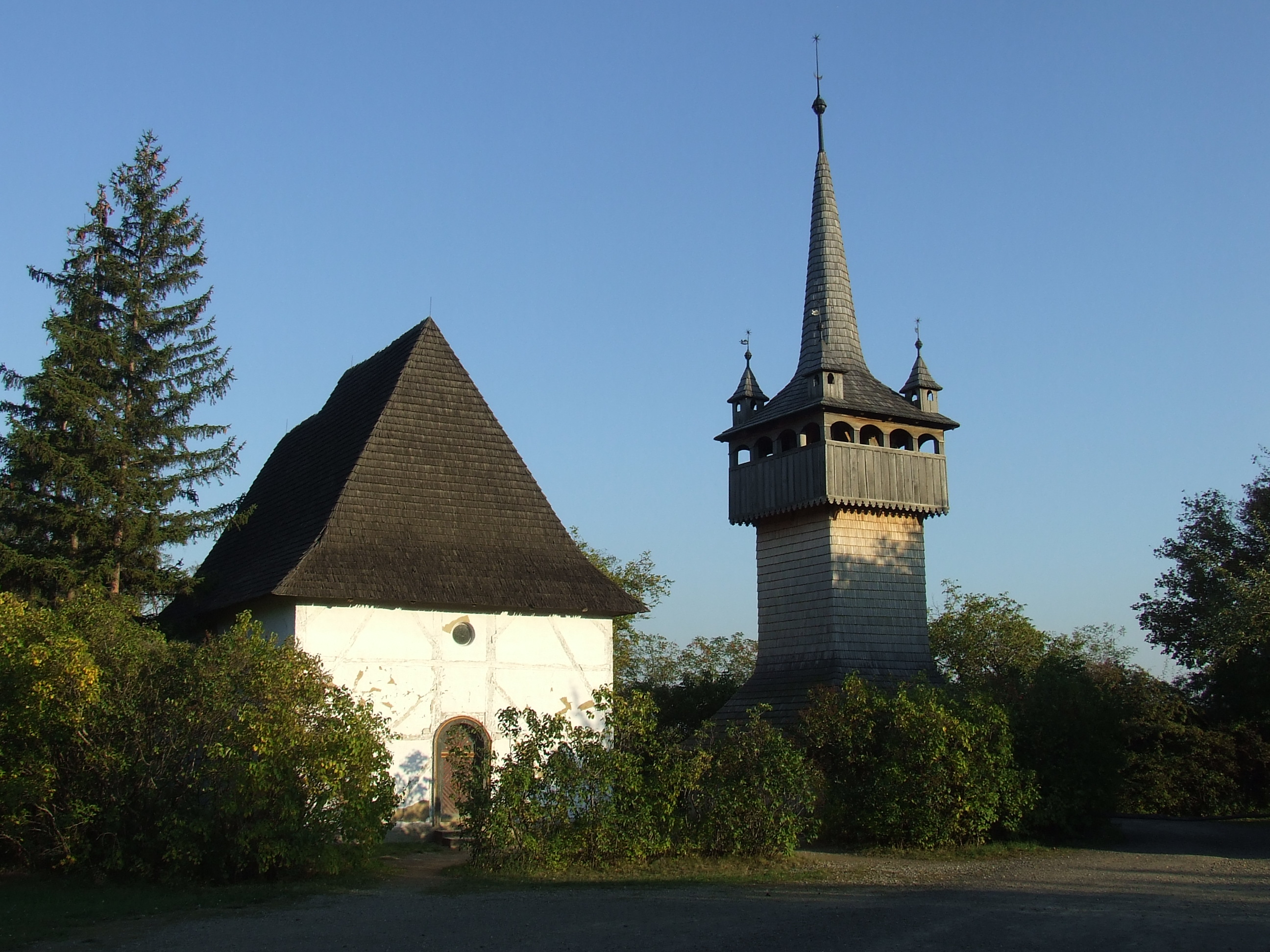
A Szentendrei Skanzen egy részlete

A tájházak vagy falumúzeumok olyan szabadtéri néprajzi gyűjtemények, amelyek a helyben összegyűjtött és megőrzött tárgyakkal az adott település vagy tájegység hagyományos tárgyi kultúráját, a népi építészet szempontjából jelentős (esetleg népi műemlékeknek minősített) épületekben berendezett lakásbelsőket, olykor a műhelyeket, a gazdasági épületeket vagy a kezdetlegesebb ipari létesítményeket mutatják be. A tájház az adott település közösségi helyszíneként működik, aktívan részt vesz az oktatás és a helyi hagyományos tudás élővé tételében, megőrzésében.
1949-ben az új műemléki törvény elismerte a népi építészet objektumait is műemléknek, s megkezdődött az egész országra kiterjedő műemlékkutatás. A tájházak fénykora az 1970-80-as évekre esett, ekkor alapították a legnagyobb számban szerte az egész országban. Egyes megyékben a megyei múzeumok vezetésével tájházak láncolatát alakították ki, amelyek tudományosan és muzeológiai szempontból jól megalapozottan mutatták be az adott megye népi építészetének és életmódjának sajátosságait. Máshol helyi, személyes vagy közösségi indíttatásból hoztak létre tájházakat.
Magyarországon ma közel 500 tájház található, s ezek tárgyi kulturális örökségünk jelentős számú, több tízezer emlékét őrzik. A tájházak érdekképviseletére, szakmai koordinálására alakult 2002. november 26-án a Magyarországi Tájházak Szövetsége civil szervezetként, majd 2017. áprilisában a Szabadtéri Néprajzi Múzeum önálló ágazataként létrejött a Magyarországi Tájházak Központi Igazgatósága. A magyarországi tájházhálózat az UNESCO világörökség várólistáján szerepel.

## Története

### A tájházak rendszerének kialakulása
A tájházak előzményei Magyarországon csak az 1930-as években jelentek meg. A harmincas évek második fele, a második világháború, valamint 50-es évek sem kedveztek a tájházi gondolat kiteljesedésének. Az 1949-es műemléki törvény definiálta a népi műemlék fogalmát és ebben az évben a múzeumokról is megszületett a törvény. Megalakult az Országos Műemléki Felügyelőség, megkezdődtek a nagyarányú épületfelmérések, elkészült az országos műemlékjegyzék. 1962-ben létrejött megyei múzeumi hálózat biztosítja a helyben megőrzött népi építészeti hagyomány építészeti szempontból legértékesebbnek ítélt, tájháznak kiválasztott darabjai berendezéséhez. 1974-ben minisztertanácsi határozatra 30 millió Ft-os összeget a helyben megőrzött illetőleg állami tulajdonba vett emlékek felújítására, tájházak, falumúzeumok, emlékházak, szabadtéri múzeumokká alakításának céljaira.
1962-ben nyíltak meg a megyei múzeumok támogatásával létrejött első tájházak. Szaporodásuk az 1970-es évekre tehető, amikortól is létrejött a tájházak hazai hálózata. Az 1980-as év végéig közel 100 épületet, azaz portát hoztak létre, különösen Pest, Veszprém, Hajdú-Bihar és Borsod-Abaúj Zemplén megyében tette lehetővé a népi építészet reprezentáns darabjainak megőrzését.
A tájház a megnyitás után többnyire csak kiállítóhelyként működött, s gyakran a megbízott gondnok személyétől függött, hogy az épület és tartozékai meddig voltak alkalmasak a bemutatásra. A tájháznak nem voltak saját rendezvényei, így a helyi érdeklődés csökkent irántuk, s sok esetben az éves látogatottság nem érte el a 100 főt sem.

### Tájházak arendszerváltásután
Az önkormányzati törvény gyökeresen átalakította a múzeumok tulajdonosi és működtetői viszonyait. A tájházakat ez úgy érintette, hogy átkerültek a helyi önkormányzat birtokába, s ezzel a múzeumok szakmai felügyelete is megszűnt. 1997-ben a tájházakat a kiállítóhely kategóriába sorolta, ami napjainkra megnehezíti a gyűjtemények gyarapítási lehetőségét. Az 1990-es évekre a múzeumok szakfelügyeleti rendszere elsorvadt. A Szabadtéri Néprajzi Múzeum volt, amely minisztériumi támogatás nélkül fenntartotta és saját munkatársai segítségével a tájházak évenkénti látogatását.

## A tájházak, az épített és a tárgyi örökség
A tájház és az épített örökség szoros kapcsolatban annak egymással. Ezen épületek általában építészeti értékkel bírnak, vagy műemlékek. A helyi önkormányzatok általában helyi védelmet biztosítanak részükre. Fontosak a mai törekvések, hogy a faluban élet legyen, ne csak a konzervált világot, hanem a falu mai valóságában átélni a 21. századi falu világát is (lásd Ófalu-Hollókő védett falurésze példáját). A tájház és a tárgyi örökség megőrzése együttesen szükséges. A tájház a benne lévő berendezés, a szellemi tudás, a nem tárgyi örökség, amit közvetíteni tudunk. Ugyanakkor a berendezésnek, mindig az adott településre jellemző időkeresztmetszetben a közösség, a közösség egy meghatározott társadalmi rétegét kell megjelenítenie. Úgy kell megőrizni az épületeket és a tárgyi örökséget, hogy közben élővé tegyük azt.

## Tájháztalálkozók
A tájházakkal foglalkozó szakemberek rendszeres éves szakmai tanácskozásokon cserélik ki tapasztalataikat.
- Regionális Tájház Találkozó - Őcsény 2007.
- Északkelet-magyarországi Regionális Tájház-találkozó - Mezőkövesd 2009.
- Német Nemzetiségi Tájházak 4. Országos Találkozója - Ófalu 2010.
- Dél-alföldi Regionális Tájház találkozó - Szarvas 2010.
- Első Nyugat-dunántúli Tájház találkozó - Szombathely 2011.
- IX. Országos Tájháztalálkozó - Fertőd – Fertőszéplak 2011.

## Magyarországi tájházak listája

### Baranya vármegye
- Hidas – Hidasi Tájház
- Hosszúhetény - Tájház
- Kásád – Sokác Tájház
- Magyarlukafa – Tájház
- Mecseknádasd – Német Nemzetiségi Tájház
- Nagydobsza – Tájház, Talpasház
- Nagytótfalu – Iskolamúzeum és Tájház
- Orfű – Tájház
- Ófalu – Német Nemzetiségi Tájház
- Siklós – Parasztház
- Szentlászló – Tájház
- Zengővárkony – Tájház
- Szaporca - Tájház[2]

### Bács-Kiskun vármegye
- Baja – Szentistván – Bunyevác Tájház
- Balotaszállás – Tájház
- Császártöltés – Sváb Tájház
- Dunaegyháza – Tájház
- Kalocsa – Népművészeti Tájház
- Kiskőrös – Szlovák Tájház
- Kiskunhalas – Tájház
- Kiskunmajsa – Kenyérsütőház, Tájház
- Kunfehértó – Tájház
- Madaras – Tájház
- Kerekegyháza – Rendek Tanyamúzeum
- Szabadszállás – Tájház

### Békés vármegye
- Szlovák Tájház – Szarvas
- Békésszentandrási Néprajzi Gyűjtemény - Békésszentandrás
- Endrődi Tájház – Gyomaendrőd
- Békési Tájház – Békés
- Román Tájház – Kétegyháza
- Szlovák Tájház – Békéscsaba
- Szlovák Tájház – Tótkomlós
- Német tájház – Elek
- Román tájház – Elek
- Cigány tájház – Elek

### Borsod-Abaúj-Zemplén vármegye

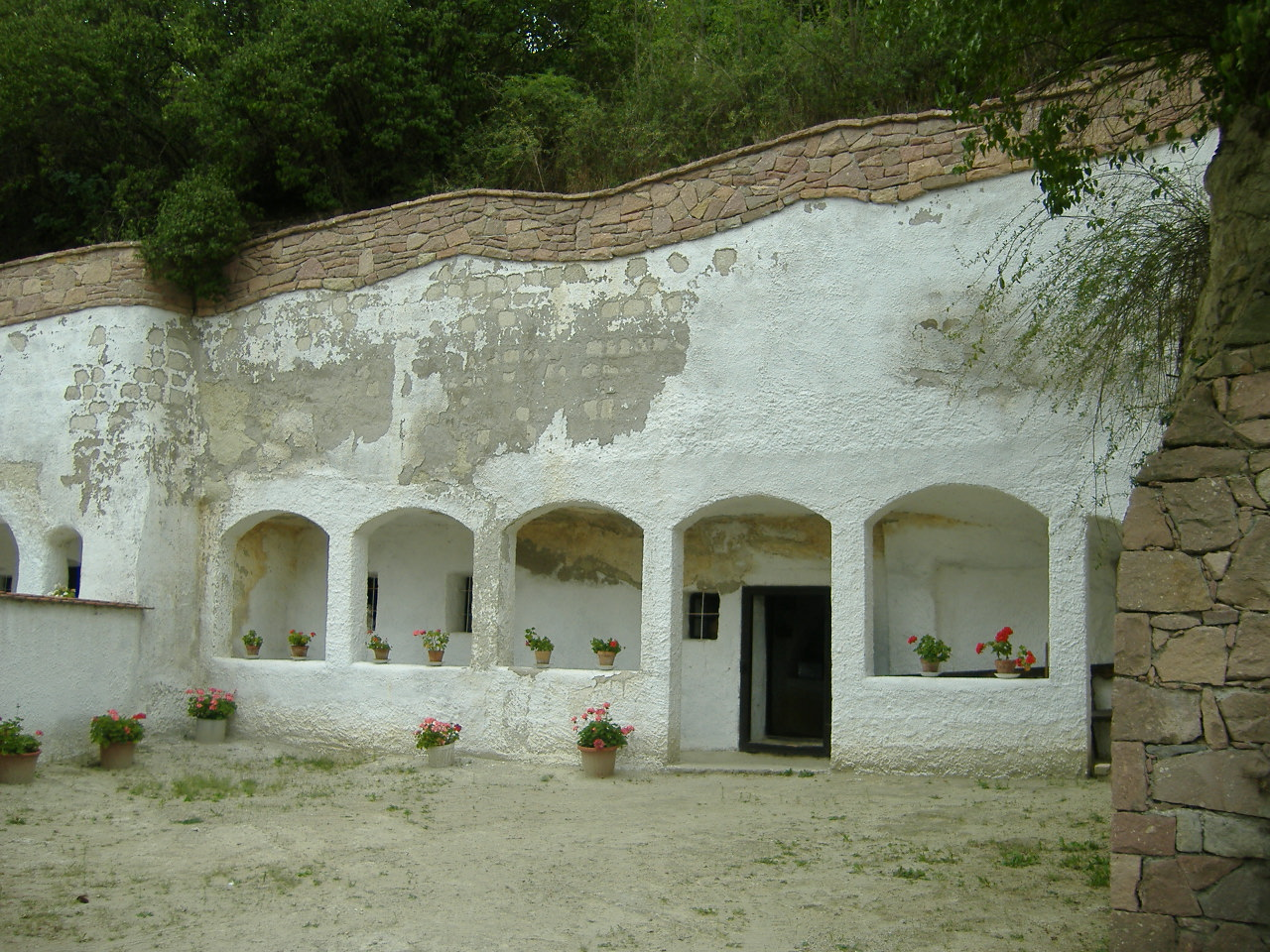
Szomolya, tájház

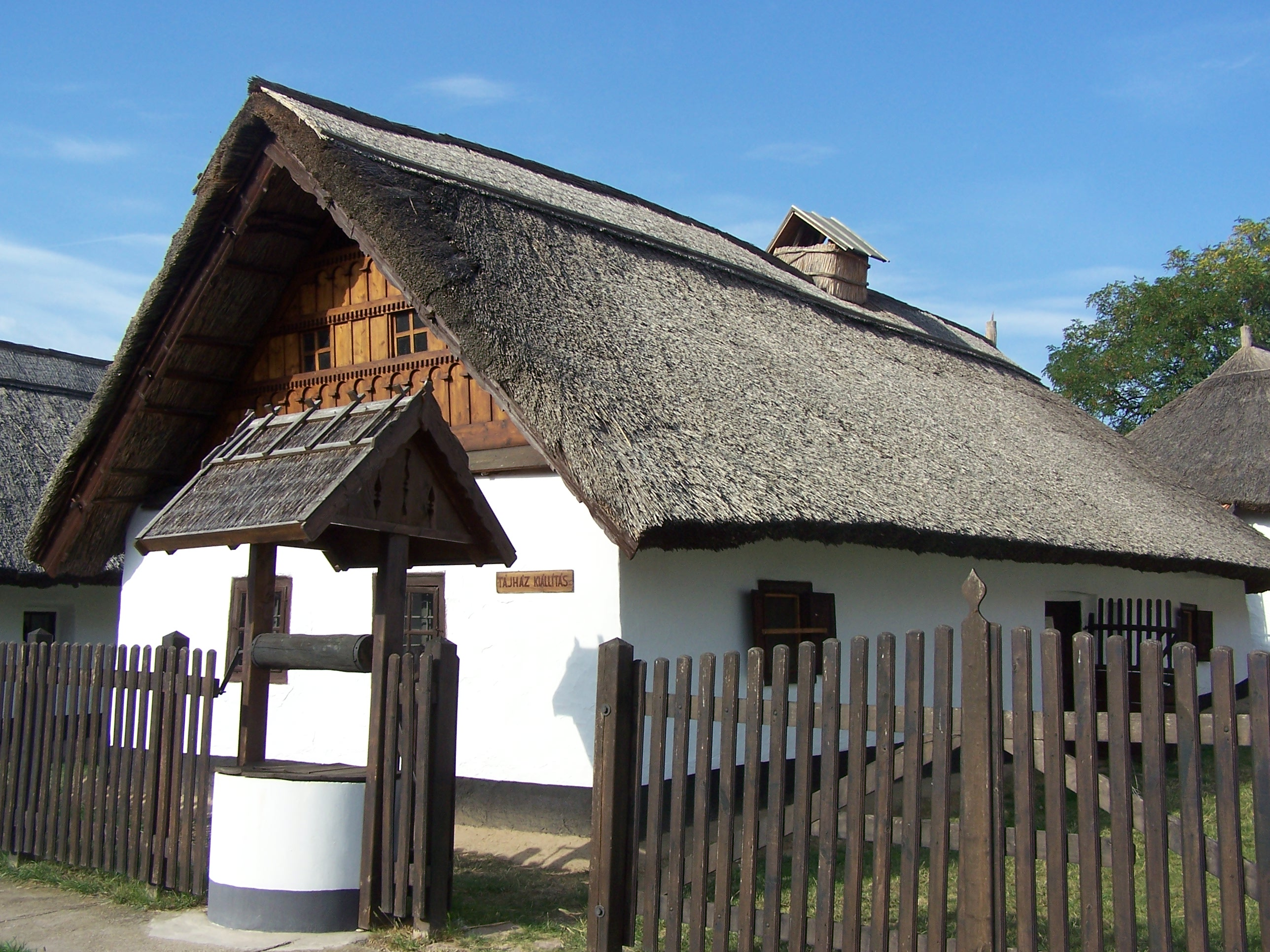
Tard, tájház

- Cigándi Falumúzeum - Cigánd

- Matyó Hadas Városrész – Mezőkövesd
- Duber István Pista Bácsi Tájháza – Szögliget
- Huszita-ház – Gönc
- Sváb tájház – Hercegkút
- Tájház – Tájtörténeti kiállítás – Boldogkőváralja
- Ruszin Tájház – Komlóska
- Oszlai-Tájház – Cserépfalu
- Tájház – Bodrogkisfalud
- Tájház – Prügy
- Tájház – Taktaszada
- Matyó Tájház – Tard
- Füzéri Tájház – Füzér
- Mezőcsáti Tájház – Mezőcsát
- Borsodi Tájház – Edelény
- Német Nemzetiségi Tájház – Rátka
- Ónod Tájház – Ónod
- Tájház – Taktaharkány
- Barlanglakás Tájház – Cserépváralja
- Dél-Borsodi Tájház – Mezőcsát
- Jókai Mór Emlékszoba és Tájház – Tardona
- Jósvafői Tájház – Jósvafő
- Répáshutai Tájház – Répáshuta
- Tájház és Könyvtár – Arló
- Szlovák Tájház – Vágáshuta
- Szlovák Tájház – Háromhuta
- Tájház – Helytörténeti Gyűjtemény – Sajóvelezd
- Tájház – Szentistván
- Tájház – Sály
- Tájház – Csobád
- Tájház – Tiszalúc
- Tájház – barlanglakás – Szomolya
- Tájház – Megyaszó
- Tájház – Sajószentpéter
- Tájház – Bogács
- Tájház – Ricse
- Tájház - Erdőbénye
- Tájház - Arnót

### Csongrád-Csanád vármegye
- Csongrádi Tájház – Csongrád
- Hagymás ház – Makó
- Falumúzeum – Szegvár
- Tájház – Algyő
- Tájház - Hódmezővásárhely
- Tájház - Csanádpalota
- Tájház - Baks

### Fejér vármegye
- Sárréti Tájház – Füle
- Tabajdi faluház
- Cecei Tájház – Cece
- Tájház – Sárbogárd
- Tájház – Középbogárd
- Mezőföldi Tájház -Dég

### Győr-Moson-Sopron vármegye
- Tájház – Tényő
- Horvát Tájház – Kópháza
- Helytörténeti és Néprajzi Gyűjtemény, Tájház – Dör
- Tájház – Hövej
- Kiss Ferenc Emlékház – Szilsárkány
- Tájház és szabadtéri múzeum – Táp
- Porpáczy Aladár ÁMK – Fertőszéplaki Tájházak – Fertőszéplak
- Tájház – Sarród
- Tájház, pincesor – Gyarmat
- Tájház – Csapod
- Tájház – Újkér
- Tájház – Győrújbarát
- Tájház – Felpéc

### Hajdú-Bihar vármegye
- Hajdúböszörményi Múzeum és Tájház
- Semsei Andor Múzeum – Balmazújváros
- Tímárház – Debrecen
- Hajdúdorogi Tájház – Hajdúdorog
- Hajdúnánási Tájház (Hajdú Ház és Kovácsműhely) – Hajdúnánás
- Tájház – Létavértes
- Bánki Tájház – Debrecen
- Tájház – Bakonszeg
- Tájház – Csökmő
- Tájház – Nyíradony
- Tájház – Szentpéterszeg - "Vert falú, zsellérház"
- Tájház – Pocsaj
- Tájház – Nagyrábé
- Tájház – Furta
- Tájház – Hosszúpályi
- Tájház – Kismarja
- Tájház – Derecske
- Tájház – Monostorpályi
- Tájház – Csökmő
- Zsellérház – Tiszacsege
- Falumúzeum Nyírmártonfalva
- Tájház és Falumúzeum — Konyár

### Heves vármegye
- Tájház – Domoszló
- Népművészeti Tájház – Recsk
- Abasári Kapásház

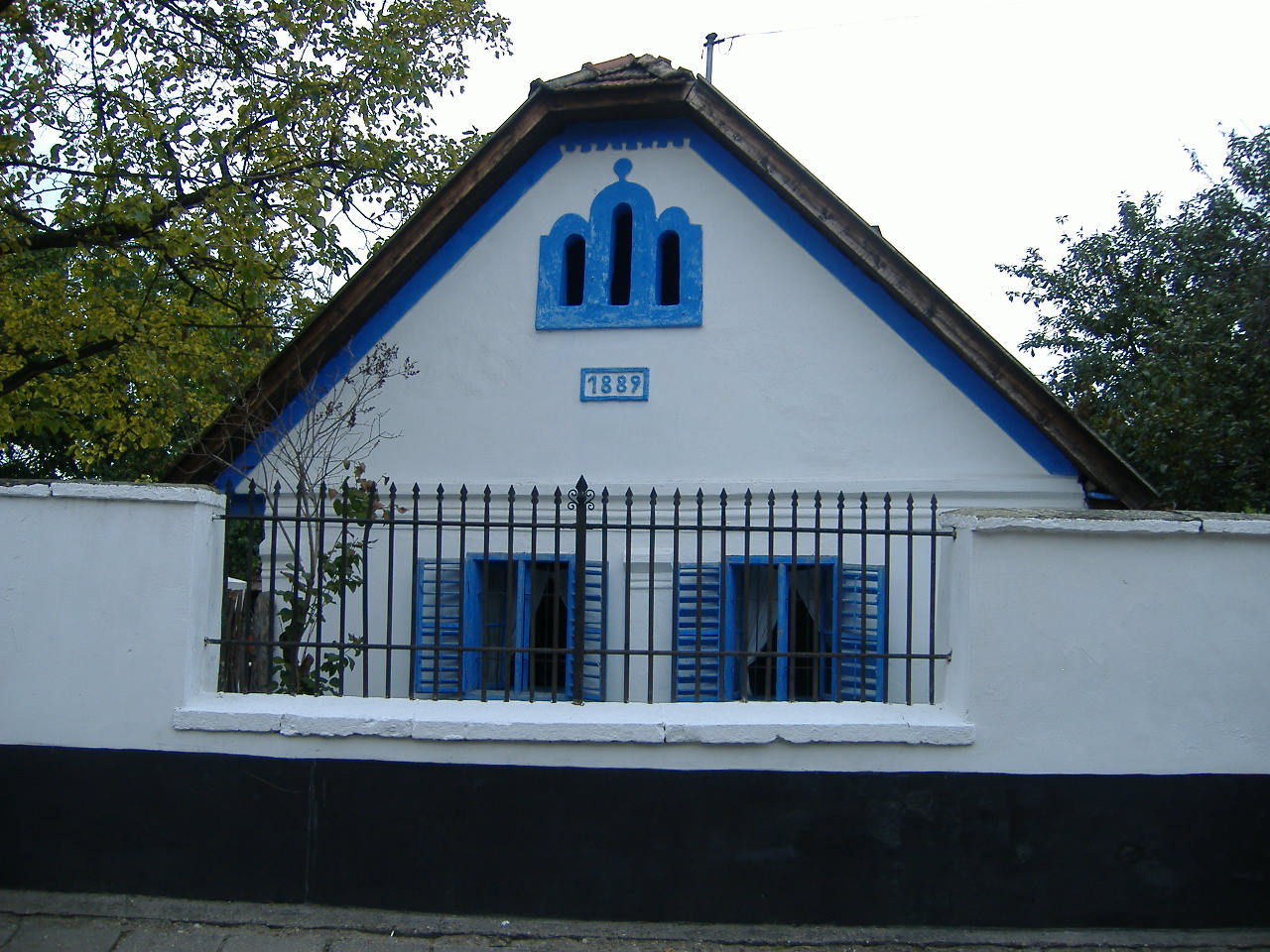
Tájház (Gazdaház), Noszvaj

- A Szihalmi Népi Kultúra Értékeit Bemutató Tájház – Szihalom
- Palóc tájház – Mátraderecske
- Tájház – Markaz
- Tájház – Kisköre
- Tájház – Boldog
- Tájház – Egercsehi
- Tájház – Mátraszentimre
- Tájház – Lőrinci
- Tájház – Mátraballa
- Tájház – Gyöngyöspata
- Tájház (Gazdaház) – Noszvaj
- Tájház – Markaz
- Tájház - Kerecsend

### Jász-Nagykun-Szolnok vármegye
- Nyúzó Gáspár Fazekasház – Tiszafüred
- Nagykunsági Tájház – Karcag
- Kántor Sándor Fazekasház – Karcag
- Tabáni Tájház – Szolnok
- Kossuth Tájház – Kunmadaras
- Peresi Tájház – Mezőtúr
- Tájház – Nagyiván
- Tájház – Jásztelek
- Tájház – Nagykörű
- Tájház – Alattyán
- Tájház – Tiszabura
- Tájház – Kisújszállás

### Komárom-Esztergom vármegye
- Szlovák Tájház – Vértesszőlős
- Szlovák Tájház- Pilisszentlélek (Esztergom)
- Szlovák Tájház – Oroszlány
- Német Nemzetiségi Tájház – Dorog

### Nógrád vármegye
- Szlovák Nemzetiségi Tájház – Bánk
- Palóc Múzeum – Balassagyarmat
- Tájház – Dejtár
- Tájház – Terény
- Tájház – Karancslapujtő
- Tájház – Kisterenye
- Palóc Tájház – Bátonyterenye
- Tájház – Kétbodony
- Tájház – Vanyarc
- Tájház – Kazár
- Tájház - Hollókő
- Falumúzeum Hollókőn

### Pest vármegye
- Tájház – Kiskunlacháza
- Ócsai Tájház – Ócsa
- Tájház – Szada
- Tájház – Bernecebaráti
- Tájház – Vámosmikola
- Tájház – Nagybörzsöny
- Tájház – Diósd
- Gyömrői Tájház – Gyömrő
- Nagykátai Tájház – Nagykáta
- Tájház – Kemence
- Tájház – Pilisvörösvár

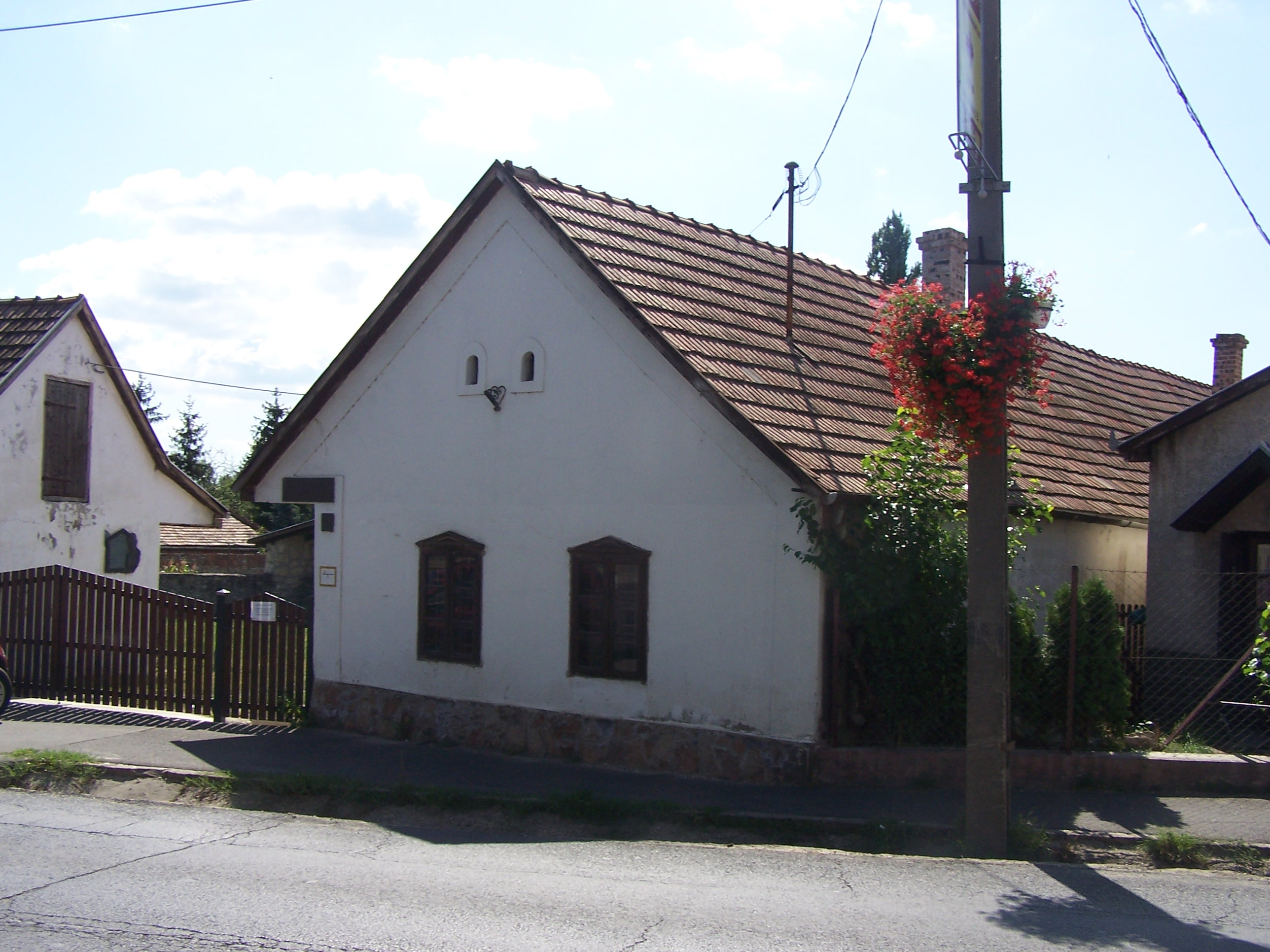
Szerb porta, néprajzi gyűjtemény, Pomáz

- Szentendrei Szabadtéri Néprajzi Múzeum
- Szerb porta, néprajzi gyűjtemény, Pomáz
- Néprajzi Ház, Dány

### Somogy vármegye
- Zamárdi Tájház – Zamárdi
- Horvát Nemzetiségi Tájház – Lakócsa
- Karádi Tájház – Karád
- Népművészeti Tájház – Buzsák
- Sváb Tájház – Szulok
- Tájház – Balatonszentgyörgy
- Tájház – Lábod
- Tájház – Vörs
- Vilma-ház – Somogyszob

### Szabolcs-Szatmár-Bereg vármegye
- Szatmárcsekei Tájház – Szatmárcseke
- Tájház – Záhony
- Beregdaróc Tájház – Beregdaróc
- Bemutatóhely, Tájház – Fehérgyarmat
- Tájház – Tarpa
- Tájház – Kölcse
- Tájház – Csaroda
- Tájház – Tiszaeszlár

### Tolna vármegye
- Tájház és halászház – Báta
- Német Nemzetiségi Tájház – Gyönk
- Tájház - Őcsény
- Sárközi Tájház – Decs
- Bátaszéki Tájház – Bátaszék
- Kaposmenti Tájház – Szakály
- Sióagárdi Tájház – Sióagárd
- Német Nemzetiségi Tájház – Nagymányok
- Német Nemzetiségi Tájház – Hőgyész
- Székely Tájház – Izmény

### Vas vármegye
- Hegyhátszentpéteri Tájház – Hegyhátszentpéter
- Fazekasház – Magyarszombatfa

### Veszprém vármegye

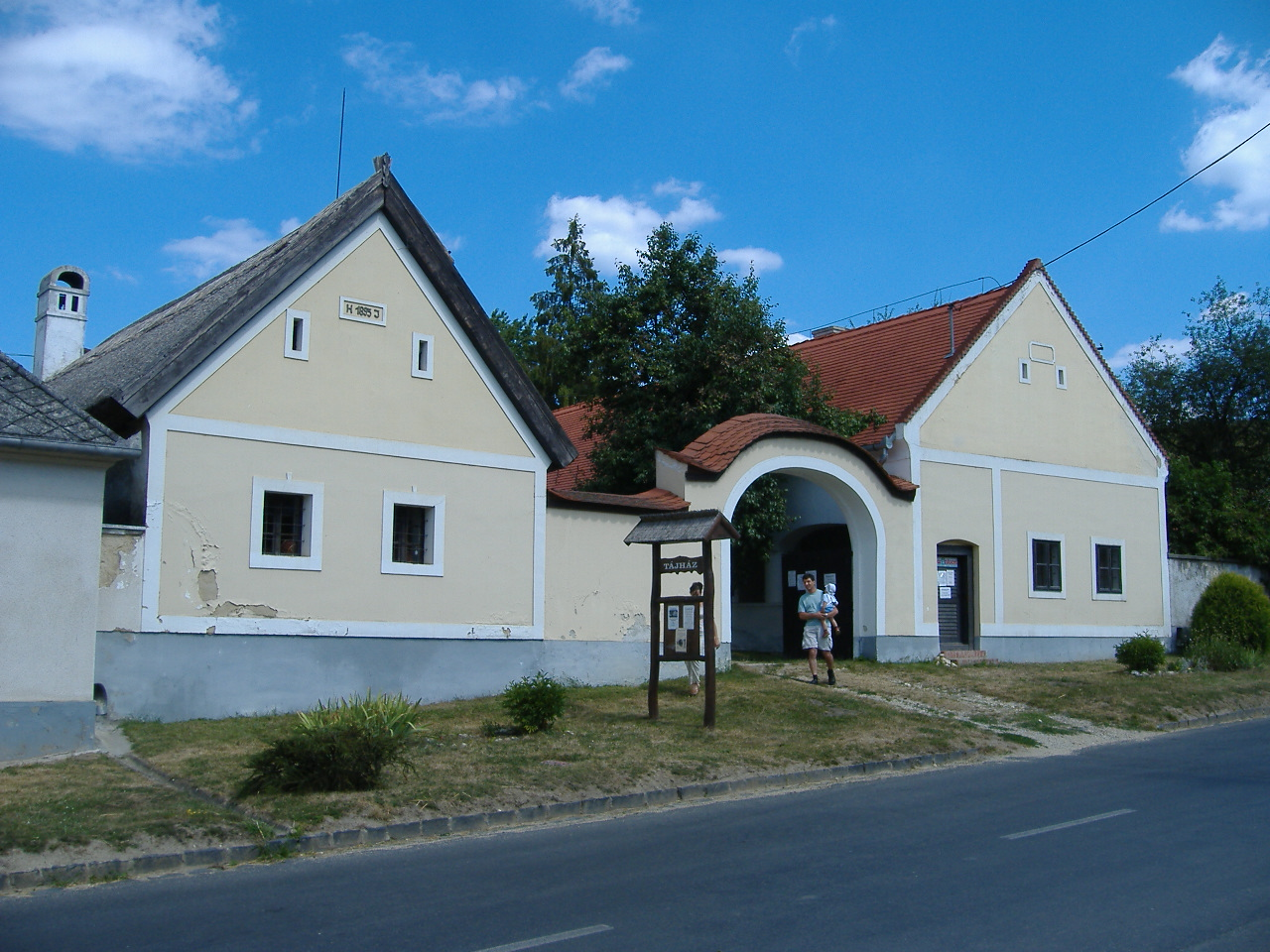
A bakonybéli tájház

- Német Nemzetiségi Tájház – Városlőd
- Helytörténeti Gyűjtemény és Tájház – Várpalota
- Szabadtéri Néprajzi Múzeum – Tájház – Bakonybél
- Tájház – Szentgál
- Tájház – Paloznak
- Kenesei Tájház – Balatonkenese
- Tájház – Kékkút
- Tájház – Magyarpolány
- Taposó kút – Somlóvásárhely
- Tájház és Galéria – Zánka

### Zala vármegye
- Lakóház – Baglad
- Tájház – Galambok
- Tájház – Zalalövő
- Tájház- Zalaegerszeg

## Külső hivatkozások
- Magyarországi Tájházak Szövetsége
- Népi építészet.lap.hu - linkgyűjtemény
- Tájház.lap.hu - linkgyűjtemény
- A Magyar Tájházak Honlapja
- Tájházak a Facebookon